# Falsoplatyxantha
Falsoplatyxantha is een geslacht van kevers uit de familie bladkevers (Chrysomelidae).
De wetenschappelijke naam van het geslacht werd in 1927 gepubliceerd door Maurice Pic.

## Soorten
- Falsoplatyxantha aurantiaca Pic, 1927
- Falsoplatyxantha diversicornis Pic, 1931
- Falsoplatyxantha lineata Pic, 1928